# إدوارد جيمس (سياسي كندي، مواليد 1825)
إدوارد جيمس هو سياسي كندي، ولد في 26 نوفمبر 1825، وتوفي في 15 أكتوبر 1909. انتخب عضو مجلس نواب نوفا سكوشا.